# Antireligion
 (avril 2014).
Si vous disposez d'ouvrages ou d'articles de référence ou si vous connaissez des sites web de qualité traitant du thème abordé ici, merci de compléter l'article en donnant les références utiles à sa vérifiabilité et en les liant à la section « Notes et références ».

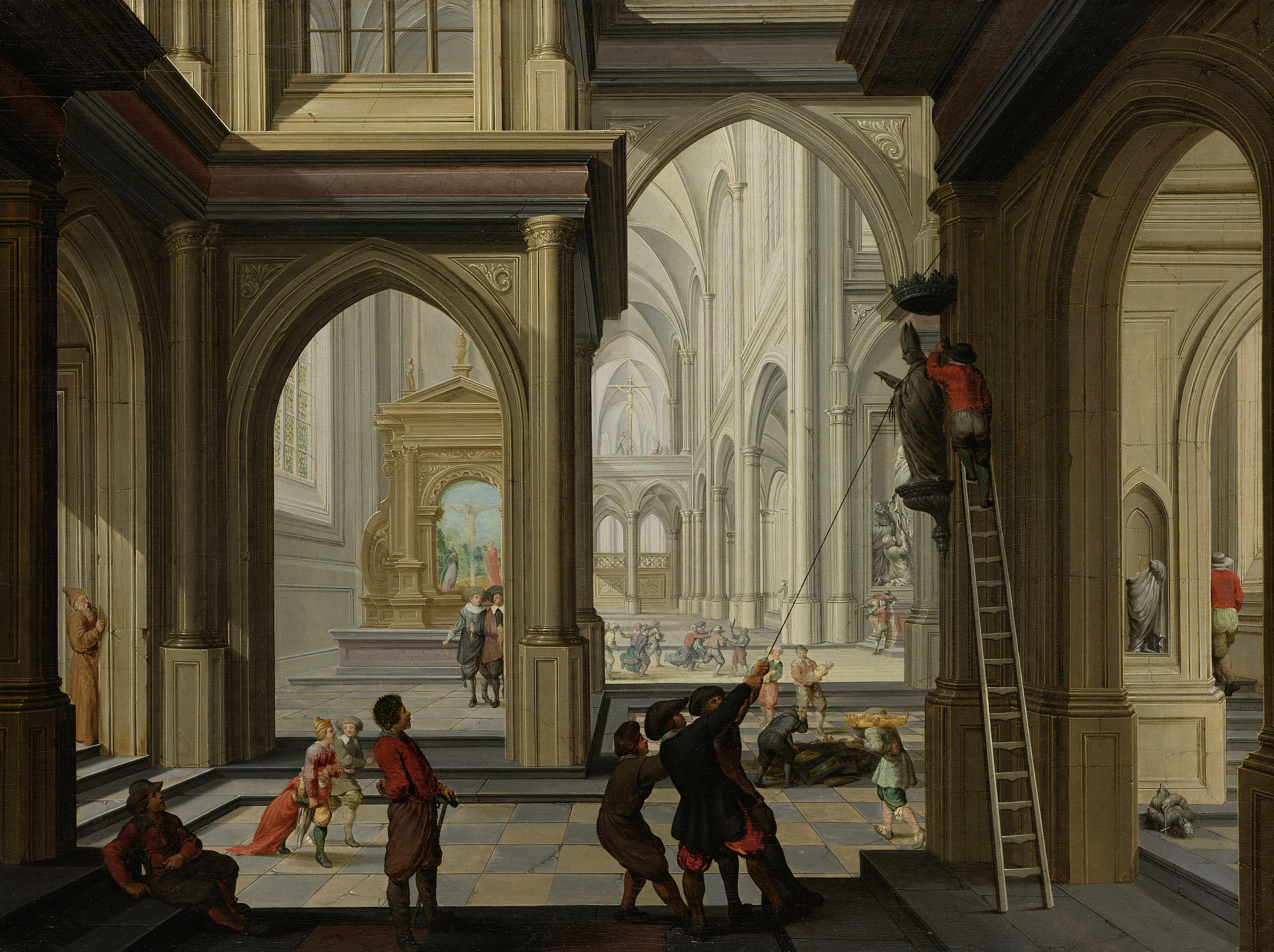
L'iconoclasme dans une église de Dirk van Delen fait référence à la destruction généralisée des icônes religieuses au XVIe siècle.

L'antireligion est l'opposition à toute forme de religion.

## Personnes notables ayant exprimé une opinion antireligieuse
- Voltaire - Dialogues philosophiques[1]
- Friedrich Nietzsche
- Vladimir Ilitch Lénine - en tant que marxiste, il considère la religion comme une invention  bourgeoise destinée à faciliter l'exploitation de la classe ouvrière[2].
- Nikita Khrouchtchev
- David Hume
- Bill Hicks
- Ayn Rand
- Bertrand Russell
- Marquis de Sade
- Marilyn Manson
- H. L. Mencken
- Thomas Paine
- Georges Bataille
- John Lennon, chanteur.
- Dan Barker
- Glen Benton
- William Blake
- George Carlin
- Richard Dawkins
- Daniel Dennett
- John Dewey
- Harlan Ellison
- Catherine Fahringer (es)
- Annie Laurie Gaylor
- Johann Hari
- Sam Harris
- Christopher Hitchens
- Alistair Horne
- Enver Hoxha
- Robert Maynard Hutchins
- Penn Jillette
- Elton John
- Kerry King
- John W. Loftus (en)
- Bill Maher
- Harvey Milk
- PZ Myers
- Madalyn Murray O'Hair
- Michel Onfray, philosophe français
- Steven Pinker
- James Randi
- Philip Roth
- Victor Stenger
- Max Stirner
- Terry Goodkind
- Tommy Lapid
- Greg Graffin
- NOFX, Groupe punk aux chansons contre la religion.
- Emma Goldman
- Karl Marx, philosophe socialiste et communiste allemand[2],[3]
- Pierre-Joseph Proudhon, De la Justice dans la révolution et dans l’Église, 1858.
- Philip Pullman, auteur britannique
- Varg Vikernes, membre de Burzum et auteur norvégien.